# Louis Archambault
Louis Archambault (* 4. April 1915 in Montreal; † 27. Januar 2003 ebenda) war ein kanadischer Bildhauer.

## Leben
Archambault studierte an der École des beaux-arts de Montréal und erhielt 1939 deren Prix du Ministre. Beim Concours artistiques du Québec 1948 gewann er den Ersten Preis für Skulptur. Neben vielen Kleinplastiken und Keramiken schuf er große Werke u. a. für die kanadischen Pavillons der Expo 58 in Brüssel und der Expo 67 in Montreal und für den öffentlichen Raum, so für den Place des Arts in Montreal, die Flughäfen von Ottawa und Toronto und die City Hall in Ottawa.
Werke Archambaults befinden sich u. a. in den Sammlungen der National Gallery of Canada, der Art Gallery of Ontario und des Musée national des beaux-arts du Québec. Archambault war Mitglied der Royal Canadian Academy of Arts. 

## Auszeichnungen und Ehrungen
Ausgezeichnet wurde er u. a. mit der Ehrenmedaille des Royal Architectural Institute of Canada (1958) und der Canadian Centennial Medal. 1968 wurde er als Officer des Order of Canada geehrt.